# NoCopyrightSounds
NoCopyrightSounds (w skrócie: NCS) – wydawnictwo muzyczne założone 14 sierpnia 2011 roku w Wielkiej Brytanii z inicjatywy Billy'ego Woodforda. Utwory są wydawane na licencji Creative Commons, pozwalające na bezpłatny odsłuch i darmowe pobieranie. Udostępniane za pośrednictwem serwisu YouTube, SoundCloud i Spotify. Utwory można wykorzystać w dowolny sposób m.in. w materiałach wideo, bez obaw o naruszenie praw autorskich, co pozwala również na włączenie monetyzacji na opublikowanych filmach z użytą muzyką.

## Historia
Pomysł na wytwórnię, która miałaby wydawać darmowe i bez praw autorskich utwory muzyczne, padł wtedy, kiedy to Brytyjczyk Billy Woodford prowadził kanał w serwisie YouTube o tematyce gier komputerowych. Znalezione w sieci utwory zaczął udostępniać na swoim kanale i po pewnym czasie zauważył, że tego typu materiały zdobywały kilka razy większe zasięgi niż jego dotychczasowe filmy.
5 grudnia 2014 roku wytwórnia wypuściła swój pierwszy album pt. „NCS Uplifting”.
W 2017 roku wytwórnia ogłosiła, że zarobiła pierwszy milion dolarów.

## Oprawa graficzna
NoCopyrightSounds, promując utwory na własnym kanale YouTube, używa charakterystycznej oprawy graficznej. W każdym wideo widoczne jest kółko poruszające się w rytm muzyki. Ma ono kolor przypisany danemu gatunkowi muzycznemu. W 2024 roku potwierdzona została współpraca NoCopyrightSounds z popularną grą Geometry Dash, dzięki czemu powstał album NCS x Geometry Dash, którego zawartość uzupełniają piosenki, w których wideo wizualizer zmienia kształt z okrągłego na kwadratowy, gdyż postacią w tej grze jest Cube.
- czerwony – drumstep/rock
- pomarańczowy – indie dance/synthwave/pop
- żółty – house(progressive, electro, tropical itp.)
- zielony – trap/jersey club
- miętowy – glitch hop/pluggnb/complextro
- turkusowy/cyjanowy – melodic dubstep/mid-tempo (w 2024 roku)
- morski – phonk/brazillian funk
- niebieski – dubstep
- fioletowy – future house/techno/future bounce
- magenta/różowy – drum & bass/breakbeat
- lawenda – future bass
- biały – hardstyle/electro/bass/mid-tempo (aktualnie)
- szary - trance (tylko w teledysku piosenki DJ-a NIVIRO pt.: "Annabelle's Tea Party"[5])
- czarny - alternative/dark-pop/różne

NCS nie zawsze precyzyjnie oznacza gatunek utworu odpowiednim kolorem. Na przykład: utwór „Prism” Summer Was Fun & Laury Brehm został oznaczony jako indie dance, podczas gdy w rzeczywistości był to future bass.

## Artyści
- Adikop
- Aero Chord
- Alan Walker
- Alex Skrindo
- Anna Yvette
- Apollo On The Run
- Audioscribe
- Avi Snow
- Axol
- Beatcore
- Cartoon(inne języki)
- Chris Linton
- Christopher Damas
- Clarx
- Codeko
- Cøde
- Jo Cohen
- Syn Cole(inne języki)
- Curbi
- Daniel Levi
- Deaf Kev
- Debris
- Defqwop
- Desembra
- Desmeon
- Diamond Eyes
- Different Heaven
- Dirty Dropouts (dawniej Dropouts)
- Dirty Palm
- Distrion
- Egzod
- Far Out
- GALLIUM
- Grioten
- Guy Arthur
- HYLO (dawniej Disfigure)
- Jim Yosef
- JJD
- JJL
- Johnny Third
- JOXION
- JPB
- Killercats
- Kontinuum
- Koven(inne języki)
- LarsM
- Last Heroes
- Lensko
- Lost Sky (dawniej TULE)
- LXNGVX
- MAGNUS
- Matthew Blake
- Mendum
- More Plastic
- Myrne
- NEFFEX
- NIVIRO
- Ash O'Connor
- OLWIK
- Oneeva
- Our Psych
- Phantom Sage
- Prismo
- QR
- RAIZHELL (dawniej Razihel)
- RedMoon
- RetroVision
- RIOT
- Rival
- ROY KNOX
- Jordan Schor
- Lennart Schroot
- Ship Wrek
- Side-B
- Spitfya
- Spyker
- Snails
- Strybo
- Subtact
- Syndec
- Syntact
- Krys Talk
- Thorne
- Tobu
- Tom Wilson (znany również jako MANIA)
- Tyla Yaweh
- Unison
- Unknown Brain
- updog
- Uplink
- Valentina Franco
- Veronica Bravo
- Vexento
- Vidya Vidya
- waera
- Waysons
- WBN
- Whales (dawniej Sex Whales)
- XI$OW
- yanvince (znany również jako iFeature)
- ZAM
- Zaug

Źródło